# Station Eleven (minissérie)
Station Eleven (estilizado como STATION ELEVEN) é uma minissérie estadunidense de drama e ficção pós-apocalítica criada por Patrick Somerville e baseada no romance homônimo. Foi produzida pela HBO e distribuída no serviço de streaming HBO Max em 16 de dezembro de 2021. A minissérie conta, atualmente, com 10 episódios e 1 temporada.